# Selbstbemessungsabgabe
Selbstbemessungsabgaben sind im österreichischen und deutschen Steuerrecht Abgaben, deren Höhe der Steuerpflichtige selbst bemisst und diese der zuständigen Finanzbehörde in Form der Abgabenerklärung mitteilt. Prominentestes Beispiel solcher Abgaben ist die Umsatzsteuer, deren Höhe durch den Steuerpflichtigen selbst festgestellt und an das zuständige Finanzamt mitgeteilt wird.

Die Abgabe gilt mit Einreichung der Abgabenerklärung/Steuererklärung als festgesetzt. Die Abgabenerklärung ersetzt in einem solchen Fall den Abgaben- bzw. Steuerbescheid.
Wird keine Erklärung abgegeben oder ist die Erklärung unvollständig oder die Selbstbemessung unrichtig und wurden diese Mängel nicht binnen einer angemessenen Frist behoben, so setzt die Finanzbehörde die Abgaben durch einen Abgabenbescheid fest. Hierbei kann sie die Bemessungsgrundlage schätzen.